# Dreipunktanalyse

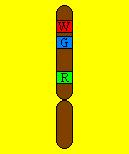
Unterschiedliche Positionen auf einem Chromosom.

Die Dreipunktanalyse ist ein Verfahren zum Ermitteln der relativen Lage (Erklärung folgt) dreier Gene, die auf demselben Chromosom liegen, zueinander. Die Dreipunktanalyse ist eine Form der Genkartierung. Mithilfe dieser Ergebnisse kann man Genkarten erstellen.

## Prinzip

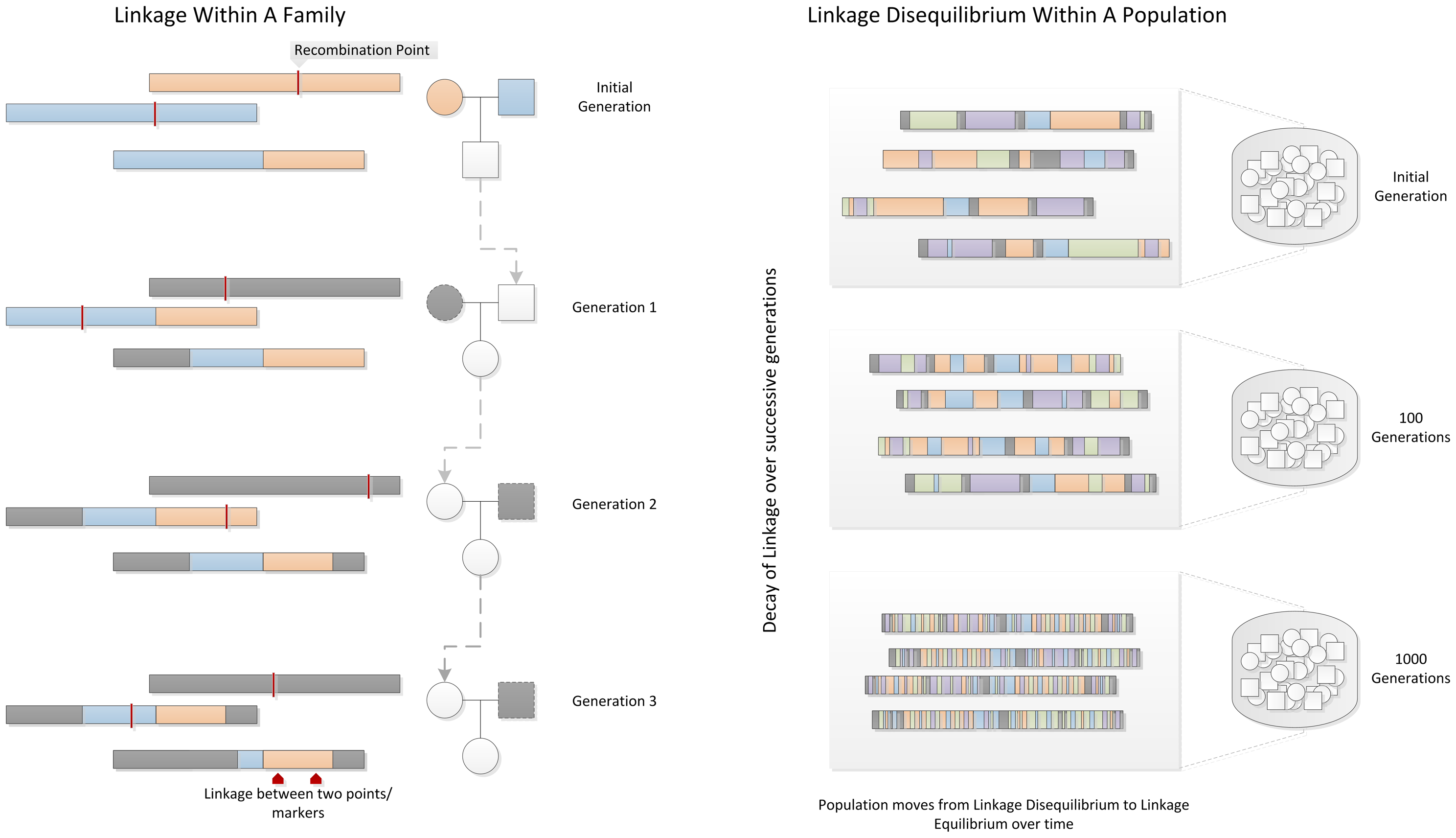
Verlauf der Rekombination über die Zeit.

Man muss die Austauschhäufigkeiten (englisch recombination frequency, siehe Crossing Over) zwischen den drei Genen kennen.
Ein Beispiel: Drei Gene A, B und C
Austauschhäufigkeiten: AC = 7 %
		      BC = 2 %
Mögliche Lagen der Gene zueinander:
1.	A - - - - - - - - C - - B
	 <  	7 %       > < 2 %>
2.	A - - - - - B - - C
	             < 2 %>
	 <	7 %	 >
Um eine eindeutige Aussage treffen zu können, benötigt man noch die dritte Austauschhäufigkeit:
AB = 9 %
Also ist die erste Möglichkeit richtig (7 % + 2 % = 9 %).
Der Abstand zwischen Genen wird in cM (siehe centiMorgan) gemessen und entspricht der Austauschhäufigkeit (zwischen A und B = 9 cM).
Nur mit dieser Vorgehensweise lässt sich die Reihenfolge der Gene auf einem Chromosom, mithilfe ihrer Austauschhäufigkeiten, eindeutig ermitteln. Allerdings kann man nicht die absolute Lage bestimmen, da zwischen den untersuchten Genen noch andere Gene liegen können.
Mit einer großen Anzahl von Dreipunktanalysen verschiedener Gene ist es möglich Genkarten zu erstellen und somit die absolute Lage der Gene herauszufinden.
Allerdings zeigt das Verfahren einige Tücken:
So liefert es scheinbar nur bei kurzen Allelenabständen brauchbare Austauschwerte. Der experimentell erhaltene Austauschwert zweier weiter entfernter Gene ist meist kleiner als die Summe der Austauschwerte aller dazwischen liegenden Gene. Dieses Phänomen lässt sich so erklären, dass zwischen weiter entfernten Genen auch mehrere Crossing-over stattfinden können. Nimmt man beispielsweise ein zweites Crossing-over an, dann wird die durch den ersten Austausch verursachte Entkopplung wieder aufgehoben. Nur bei einer ungeraden Anzahl von Crossing-over zwischen zwei gekoppelten Genen werden diese auch tatsächlich getrennt.